# 李光赫
李光赫（Ri Kwang-hyok、1987年8月17日 - ）は、北朝鮮のサッカー選手。元北朝鮮代表。ポジションはディフェンダー。

## 来歴
2007年に北朝鮮代表デビュー。2010 FIFAワールドカップ、AFCアジアカップ2011でもメンバーに選ばれた。2012年までに35試合に出場、2得点をあげた。

## 代表歴

### 出場大会
- 北朝鮮代表
  - 2010 FIFAワールドカップ

### 試合数
- 国際Aマッチ 35試合 2得点（2007年-2012年）[1]

| 北朝鮮代表 | 国際Aマッチ | 国際Aマッチ |
| 年         | 出場        | 得点        |
| ---------- | ----------- | ----------- |
| 2007       | 1           | 0           |
| 2008       | 5           | 0           |
| 2009       | 3           | 0           |
| 2010       | 7           | 0           |
| 2011       | 8           | 0           |
| 2012       | 11          | 2           |
| 通算       | 35          | 2           |